# Kloster Le Jassonneix
Kloster Le Jassonneix ist seit 1981 ein französisches Kloster der Trappistinnen in Meymac, Département Corrèze, Bistum Tulle.

## Geschichte
Das Kloster La Coudre schickte 1981 die ersten Trappistinnen auf eine Schenkung. 2003 wurde die Klosterkirche eingeweiht, 2006 die Gemeinschaft zum Priorat erhoben. Die Nonnen leben von der Marmeladenherstellung.
Bei der Schenkung handelt es sich um das frühere Schloss Le Jassoneix am Mont Bessou, westlich Ussel.
Oberinnen und Priorinnen:
- Monique Bedouard (2004–2006)
- Joëlle Schmitz (seit 2006)